# النقعة (غيل باوزير)

تعديل مصدري - تعديل

النقعة هي إحدى قرى عزلة غيل باوزير بمديرية غيل باوزير التابعة لمحافظة حضرموت، بلغ تعداد سكانها 1591 نسمة حسب تعداد اليمن لعام 2004.